# Kristina Norman
Kristina Norman, née le 17 septembre 1979, est une artiste estonienne, d’origine à la fois russe et estonienne, créant notamment sur les thèmes de l’identité nationale et culturelle, et de la mémoire.

## Biographie
Née en 1979 à Tallinn, Kristina Norman étudie à l'Académie estonienne des arts.
Puis elle y travaille comme professeur. Elle commence à exposer ses propres créations puis participe, dans les années 2000 à des expositions et des festivals internationaux. En 2007, elle participe à la Biennale des jeunes artistes de Tallinn avec un documentaire expérimental Monolith et à la Biennale de Berlin avec le pseudo-documentaire The Field of Genius, son travail de fin d'études à l'Académie des arts d'Estonie.
En 2009, une de ses œuvres est sélectionnée pour représenter l'Estonie à la Biennale de Venise. Cette œuvre, After-War  (appelée encore Le guerrier d'or ), suscite quelques réactions hostiles en Estonie, y compris des autorités de ce pays (comme Signe Kivi, recteur de l'Académie des Beaux-Arts, Jüri Pihl, ministre de l'Intérieur, et Jaak Aaviksoo, ministre de la Défense), touchant le sujet sensible de la période de domination soviétique. L'œuvre présente une réplique dorée d’une statue d’un guerrier soviétique, en bronze (également connu sous le nom d' Aliocha ). La statue initiale avait été érigée en 1947, puis retirée du centre de Tallinn par le gouvernement estonien en 2007 (l’indépendance par rapport au pouvoir soviétique ayant été acquise en 1991). Kristina Norman a placé sa propre statue à l'ancien emplacement d' Aliocha . L'œuvre de Kristina Norman a été retirée par la police et Kristina Norman a été arrêtée pour être interrogée, la pose de la réplique, son retrait et les réactions ayant été filmés par Kristina Norman. Le ministère estonien de la Culture a également souhaité recueillir l'avis d'experts sur l'œuvre avant de l'envoyer à la Biennale de Venise où elle est finalement présentée (cette présentation incluait tout autant la réplique que le documentaire produit),,.
Kristina Norman dément une volonté de provocation mais indique s’intéresser à la formation et à l’expression des identités nationales et culturelles
Son œuvre, qui se compose d'une sculpture en plâtre doré et de photographies et vidéos documentaires, fait désormais partie de la collection du musée d'art contemporain Kiasma, à Helsinki en Finlande. Elle a été exposée dans ce musée pendant l'hiver 2010-2011.
Kristina Norman a participé depuis à d’autres expositions internationales.